# Tsitondroina
Tsitondroina est une commune rurale malgache située dans la partie ouest de la région de la Haute Matsiatra.